# Alaa Najjar
Pour les articles homonymes, voir Najjar.
Alaa Najjar (en arabe : علاء النجار) est un médecin, wikipédien et cybermilitant, nommé Wikimédien de l’année à Wikimania en août 2021 par le cofondateur de Wikipédia Jimmy Wales pour son rôle de pionnier dans le développement des communautés arabes et médicales ainsi que pour son rôle dans le développement des sujets autour de la Covid-19,,,.
Avec le nom d'utilisateur Wikipédia علاء (arabe : Alaa), Najjar est un contributeur actif à WikiProject Medicine et un administrateur bénévole de Wikipédia en arabe,. Il est membre du conseil d'administration de Wikimedia du Levant, et membre du comité éditorial du WikiJournal of Medicine,,.

## Éducation et carrière
En janvier 2021, Najjar obtient le baccalauréat en médecine et en chirurgie (MB Bch) de la faculté de médecine de l'université d'Alexandrie . Il est actuellement employé dans « un hôpital public très fréquenté », a-t-il déclaré au National en 2021.

## Projets Wikipédia  et Wikimédia

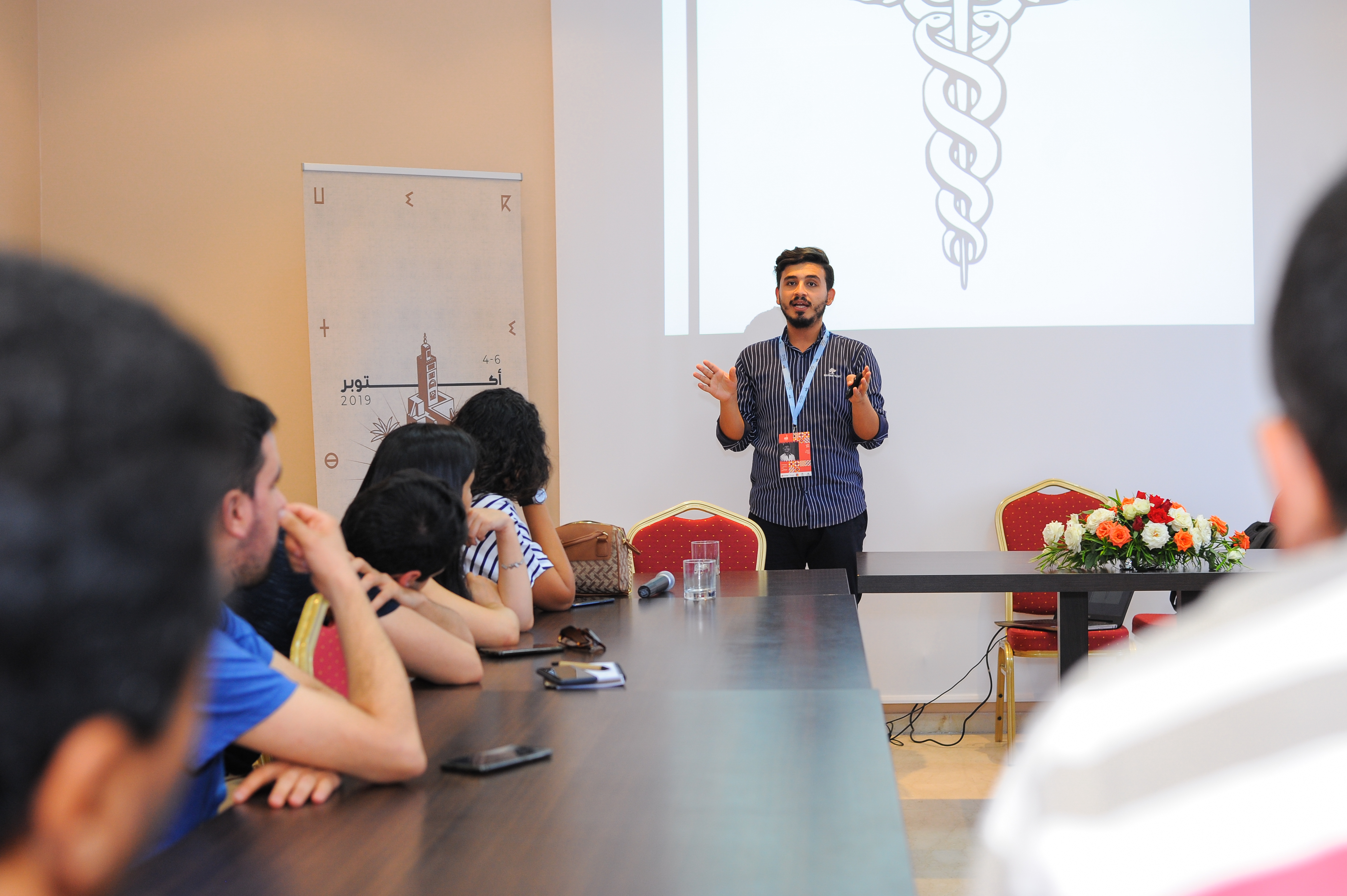
Najjar présente WikiProject Medicine à WikiArabia 2019

Najjar est un contributeur actif depuis 2014, et la plupart de ses contributions se concentrent sur des articles liés à la médecine. Il est également administrateur sur Wikipédia en arabe et ayant plusieurs autres rôles sur différents projets de la Fondation Wikimedia.  Il est également membre du conseil d'administration de groupe d'utilisateurs Wikimedia du Levant et membre du comité éditorial du WikiJournal of Medicine depuis décembre 2018. Il est également membre de l'équipe officielle de réseaux sociaux de Wikipédia en arabe,. 
Il a dirigé le projet COVID-19 sur l'encyclopédie arabe et contribue principalement au WikiProject Medicine. Le travail d'Alaa aide à lutter contre la désinformation médicale et à faire face à la pandémie avec des informations fiables et vérifiées.  
Nommé Wikimédien de l'année le 15 août 2021 par le cofondateur de Wikipédia Jimmy Wales, Najjar a été félicité pour son rôle de pionnier dans le développement des communautés arabe et médicale ainsi que pour son rôle dans le développement des sujets COVID-19,. En raison de restrictions de voyage, Wales n'a pas pu remettre personnellement le prix à Najjar selon la pratique standard, mais lui a plutôt parlé lors d'un appel surprise à partir de Google Meet.